# International Association of Seismology and Physics of the Earth’s Interior
Die IASPEI, ausgeschrieben International Association of Seismology and Physics of the Earth’s Interior ist eine der sieben erdwissenschaftlichen Assoziationen der Internationalen Union für Geodäsie und Geophysik (IUGG). Sie umfasst die Seismologie und die Physik des Erdinneren 1).
Sie entstand als Folge eines Beschlusses der von Georg Gerland im Jahre 1901 einberufenen Ersten Internationalen Seismologischen Konferenz in Straßburg, auf der zunächst die am 1. April 1904 gegründete International Seismology Association beschlossen wurde, die dann später in die IASPEI aufging. Diese wurde wiederum 1973 als wissenschaftliche Vereinigung der IUGG angeschlossen.
1) Schwerpunkt sind die tieferen Bereiche des Erdinnern; die Physik der oberen Erdkruste ist hauptsächlich Thema der Geologie und der  Angewandten Geophysik